# Ángel Nieto
Ángel Nieto Roldán (Zamora, 25 de enero de 1947-Santa Eulalia del Río, Ibiza, 3 de agosto de 2017) fue un piloto de motociclismo español, ganador del Campeonato del Mundo de Motociclismo en 13 ocasiones (aunque, por triscaidecafobia, Nieto prefería decir que fueron «12+1»).
Teniendo en cuenta el número absoluto de títulos, tiene el mejor palmarés entre los motociclistas españoles y el segundo a nivel mundial tras el italiano Giacomo Agostini. Consiguió 6 títulos mundiales en las categorías menores, como la de 50cc (1969, 1970, 1972, 1975, 1976 y 1977) y 7 en la de 125cc (1971, 1972, 1979, 1981, 1982, 1983 y 1984), conquistas que logró con cinco marcas de motocicletas diferentes (Derbi, Kreidler, Bultaco, Minarelli y Garelli). Además, logró 4 subcampeonatos del mundo, 23 campeonatos de España y 5 subcampeonatos de España. También forman parte de su palmarés las 90 victorias en grandes premios de motociclismo y 139 podios, y 128 victorias en campeonatos de España.
Recibió la Gran Cruz al Mérito Civil por abrir la puerta a la gran generación de pilotos españoles que llegó tras él.
Era padre de los también expilotos de motociclismo Ángel Nieto Jr. "Gelete" (1976) y Pablo Nieto (1980), y tío del piloto Fonsi Nieto (1978).

## Biografía
Nació en la ciudad de Zamora, en el seno de una familia humilde, hijo de Ángel Nieto García y Teresa Roldán, que finalmente tuvo que emigrar al madrileño barrio de Vallecas, cuando tenía un solo año de edad, y en el que pasó su infancia y nació su pasión por el motociclismo. No le atraían los estudios, pero sí la mecánica. Empezó a trabajar como aprendiz en el taller de Tomás Díaz Valdés, un periodista especializado en temas de motor y con importantes contactos en Madrid que le prestó ayuda en sus inicios deportivos.
Un día en Madrid en una carrera de campeonato en el parque del Retiro se cuela y llega hasta los boxes donde encuentra a Paco Bultó, dueño de Bultaco, y le pregunta cómo hacer para trabajar en el departamento de competición de su marca y este le dice que escriba una carta y ya le contestarán. Como la carta nunca llega Ángel Nieto decide a los catorce años trasladarse a Barcelona a vivir con su tía y buscar trabajo de mecánico.
Intenta trabajar en Derbi de aprendiz en el departamento de competición, pero casi no le reciben. Apenas vive unos días en casa de su tía y se traslada a una pensión con el poco dinero que le queda. Decidido a entrar en Bultaco se va a la puerta de la fábrica a esperar a Paco Bultó. Cuando llega, este le recuerda de Madrid y decide enviarle al departamento de competición como aprendiz. No durará mucho. Medrano, uno de los pilotos oficiales de Bultaco, se va de gira, y Ángel le propone ir con él. Aunque no tiene dinero para pagarle le basta con que le dé de comer y le deje dormir en el Renault Dauphine. Significa para él un paso adelante, aunque no cobre ya no es un aprendiz sino un mecánico de competición.
Cuando la gira termina y vuelve a Barcelona se encuentra sin trabajo, ya que se ha marchado sin permiso, pero durante la gira ha conocido a gente de Ducati-Mototrans que le dará trabajo. Sin embargo, el departamento de competición de Ducati-Mototrans solo tiene motos de 125 centímetros cúbicos que Ángel, con quince años, no puede llevar. Cumplidos los dieciséis busca de nuevo trabajo en Derbi, que tiene motos de 50cc. Empieza entonces su preparación como piloto.
En 1964 Derbi le prueba sobre sus monturas y le contrata como piloto pero las motos de Mollet del Vallés se enfrentan a las del gigante nipón Suzuki con cajas de cambio de hasta 12 relaciones. Pese a su coraje Nieto tan solo puede sumar dos quintos puestos en el cómputo de su primer año de salidas al extranjero aunque tuvo una corta temporada a causa de un grave accidente en Francia.
En 1965 Derbi le ofrece seguir pero declina la oferta y en febrero firma con Ducati-Mototrans. En Sevilla obtiene su primera gran victoria ese mismo año, al ganar en la prueba puntuable para el Campeonato de España de Velocidad. A partir de ese momento, su nombre empieza a conocerse y los resultados de 1966 aumentan su prestigio que empiezan a disputarse las fábricas españolas. Tras una dura pugna Derbi consigue el retorno de Ángel Nieto pero esta vez solo como piloto.
En 1969 cambian los reglamentos para 50 c. c. Con motores monocilíndricos y cajas de cambios de no más de 6 relaciones, Derbi está lista para competir por el título y Nieto también convirtiéndose en el primer campeón del mundo español en la historia del motociclismo.
Al año siguiente Nieto repite título y comienza su preparación para el asalto a la siguiente categoría de 125 c. c.
Fue el inicio de una trayectoria brillantísima (en diversos equipos: Derbi, Morbidelli, Kreidler, Minarelli, Garelli y Bultaco), a cuyo término, en 1986, había obtenido seis Campeonatos del Mundo en 50cc (1969, 1970, 1972, 1975, 1976 y 1977), siete en 125 c. c.(1971, 1972, 1979, 1981, 1982, 1983 y 1984) y cuatro subcampeonatos. En esos casi veinte años, ganó 90 grandes premios (27 en 50 c. c., 62 en 125 c. c. y 1 en 80 c. c.) y 23 Campeonatos de España en diferentes cilindradas. Sin embargo no tuvo mucho éxito en su intento de pilotar en cilindradas mayores, como en 250 c. c.

### Pionero

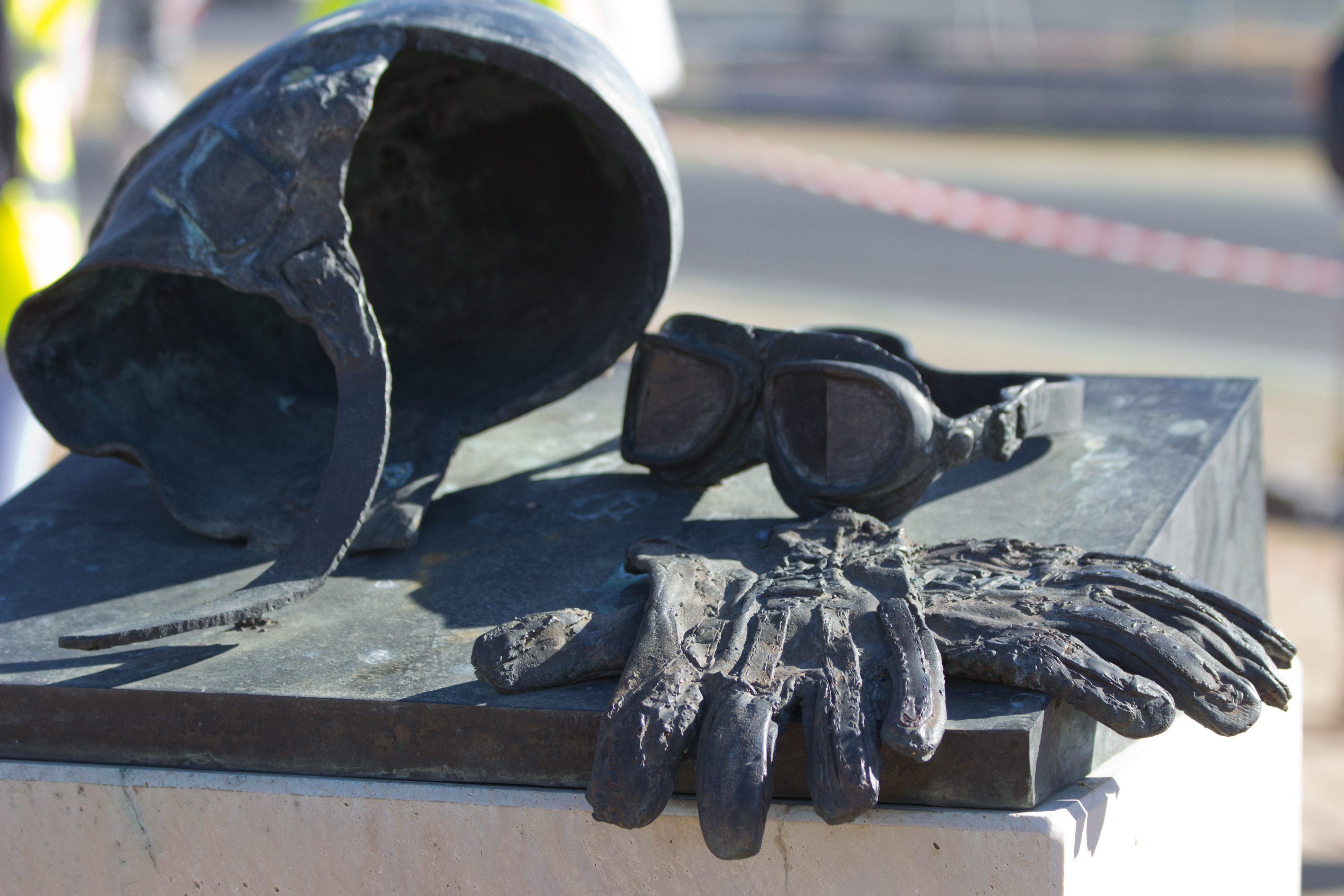
Monumento a Ángel Nieto en el Circuito del Jarama, acompañado de una placa donde se lee: «En recuerdo y sincero homenaje a los muchos días de gloria que protagonizó en este su circuito del Jarama».

Ángel Nieto fue un supersticioso (triscaidecafobia). Era conocido por referirse a sus trece títulos mundiales como «doce más uno». En sus autógrafos y firmas a los aficionados, firmaba como: "Ángel Nieto 12+1". Considerado uno de los mejores pilotos del motociclismo español y auténtico pionero, fue el maestro de la nueva generación de pilotos españoles que comenzó a destacar en la escena motociclista internacional a finales de la década de los ochenta.

### Retirada del motociclismo activo
Tras su retirada del motociclismo activo, a principios de 1987 formó una escudería bajo el nombre de Team Ducados Ángel Nieto, del que formaron parte Carlos Cardús, Alberto Puig y Julián Miralles y de la que su piloto más exitoso fue Alberto Puig. El equipo fue disuelto en octubre de 1988.
Desde entonces, compaginó su dedicación al mundo del motor con la de comentarista deportivo. En 1998 pasó a ser director técnico del Vía Digital Team. En 1999, uno de sus pilotos, el también español Emilio Alzamora, ganó el Campeonato del Mundo de 125 centímetros cúbicos.
Algunos de sus familiares han decidido seguir su profesión; así, sus hijos Gelete y Pablo, y su sobrino Fonsi, participan o han participado en pruebas del campeonato del mundo de motociclismo.
Durante casi 20 años colaboró en las transmisiones de carreras con TVE compartiendo micrófono con Valentín Requena siendo comentarista de las carreras de MotoGP hasta el año 2011, cuando se anunció que Telecinco adquiere los derechos de emisión del Campeonato. A partir de 2012, Nieto fichó por Mediaset España para seguir siendo el comentarista de las carreras para todos los españoles, hasta el año 2016, cuando Telecinco perdió definitivamente los derechos de emisión de todas las carreras en favor de Movistar+.

### Vida personal

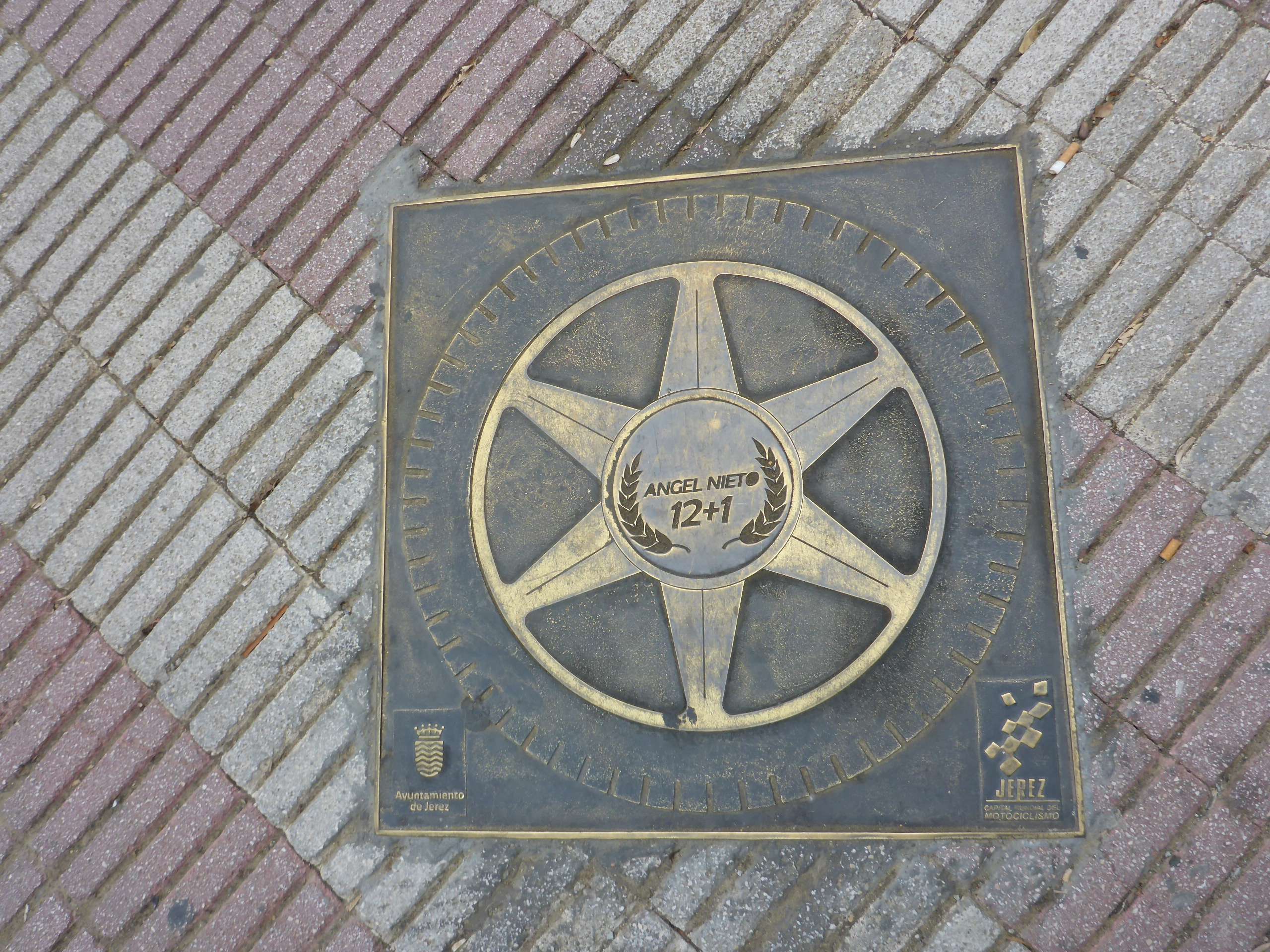
Estrella en el Paseo de la Fama de Jerez.

En 1975 se casó con Josefa Aguilar con quien tuvo dos hijos, Ángel (1976) y Pablo (1980). Se separaron quince años después al conocer el piloto a Belinda Alonso, con la que tuvo su tercer hijo, Hugo (1999). Era tío del también piloto de motociclismo Fonsi Nieto (1978).
Con carácter de invitado, participó en un programa de Telecinco, el espacio de entrevistas En la tuya o en la mía.

### Muerte

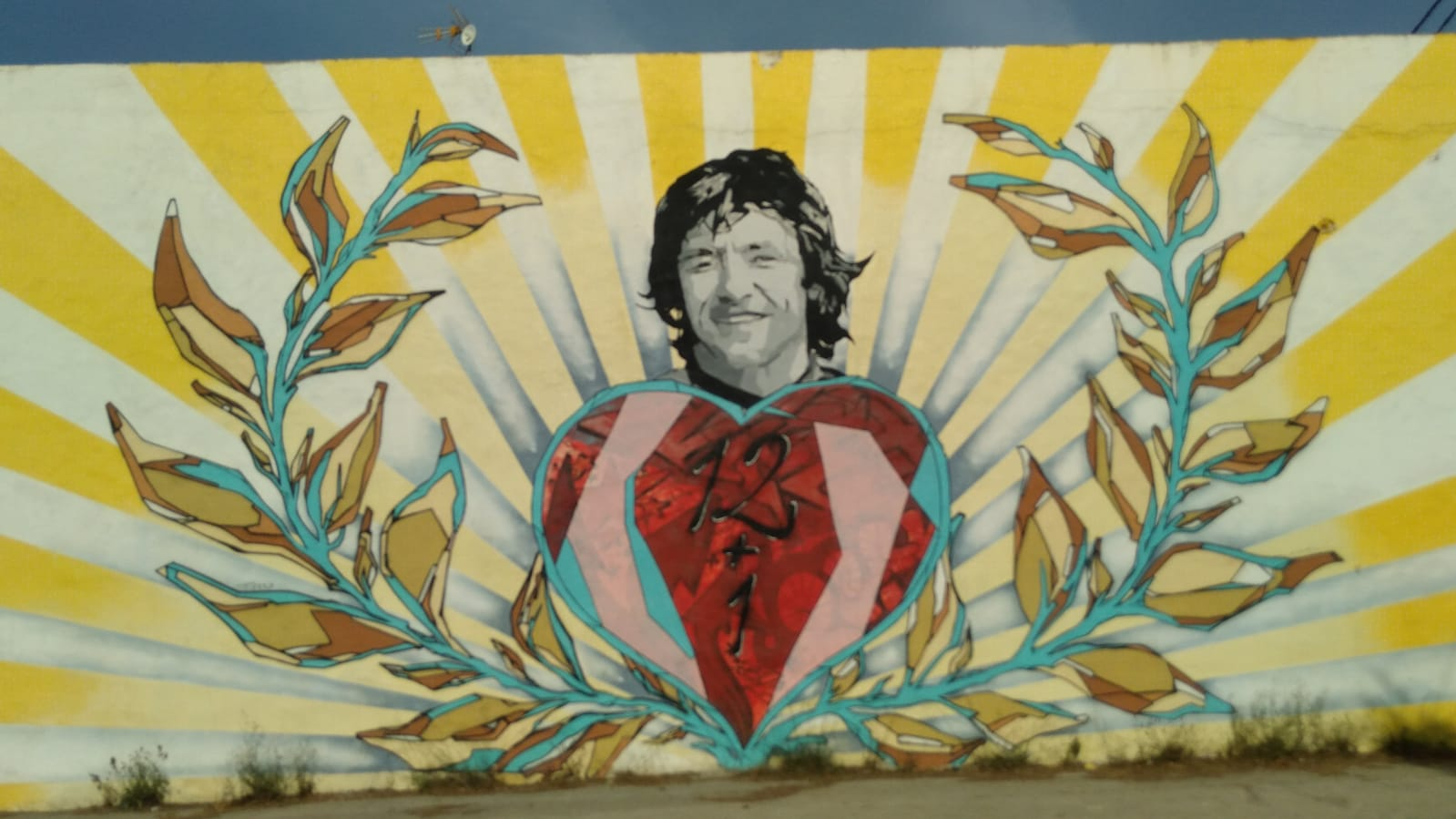
Grafiti en recuerdo de Ángel Nieto en el lugar donde tuvo el accidente mortal en la carretera de Santa Gertrudis

El 26 de julio de 2017, cuando tenía 70 años, sufrió un grave accidente en Ibiza a las 10:25 mientras conducía un quad en la carretera de Ibiza a Santa Eulalia, siendo trasladado a la Policlínica Nuestra Señora del Rosario. Fue intervenido durante más de dos horas, permaneciendo en «estado grave, pero no crítico» según fuentes del mismo recinto. Sin embargo, el día 3 de agosto de 2017, la misma policlínica informó de que su estado había empeorado gravemente a causa de un edema cerebral masivo. Falleció esa misma tarde.

## Premios y reconocimientos

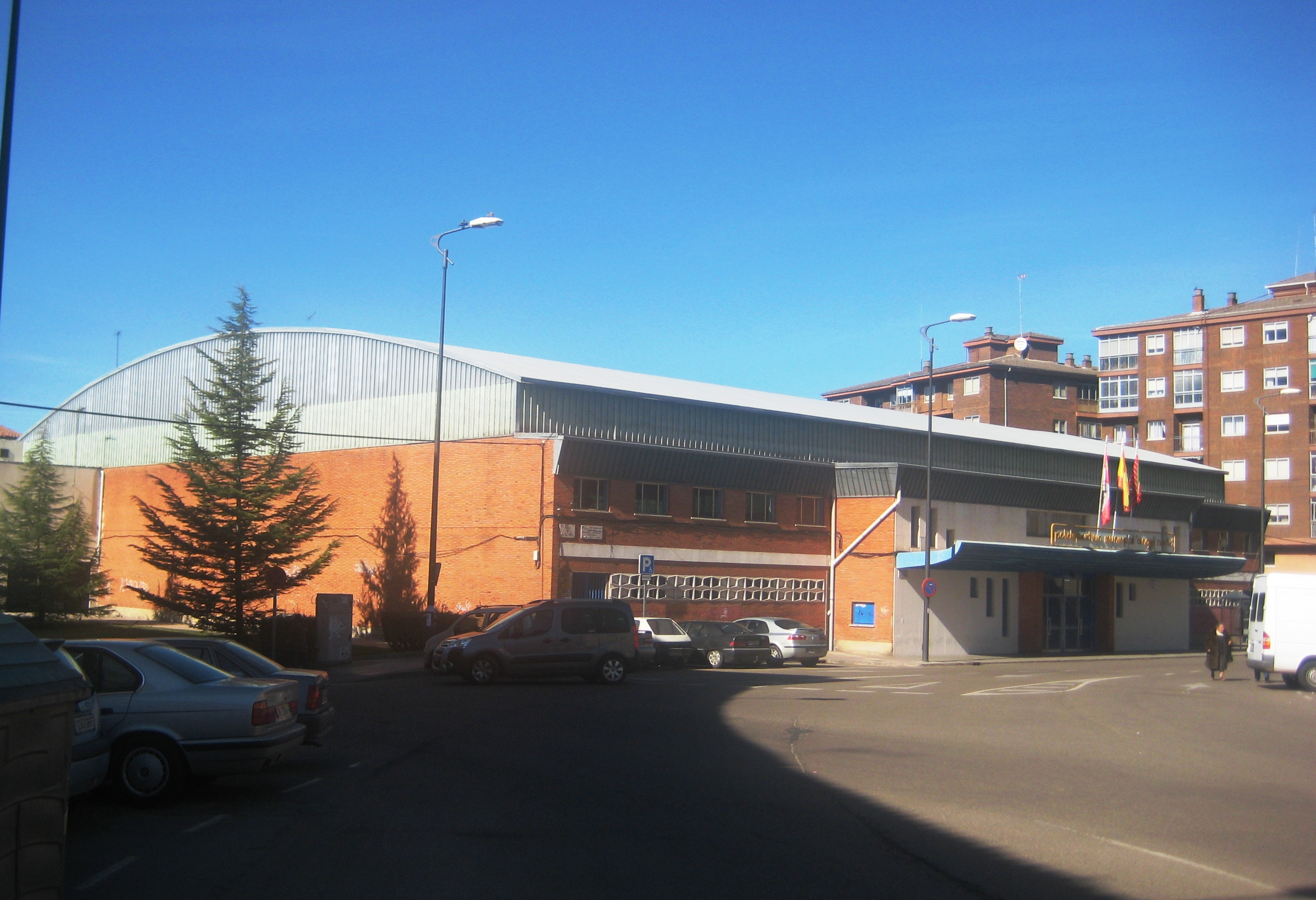
Polideportivo Municipal "Ángel Nieto" de Zamora.

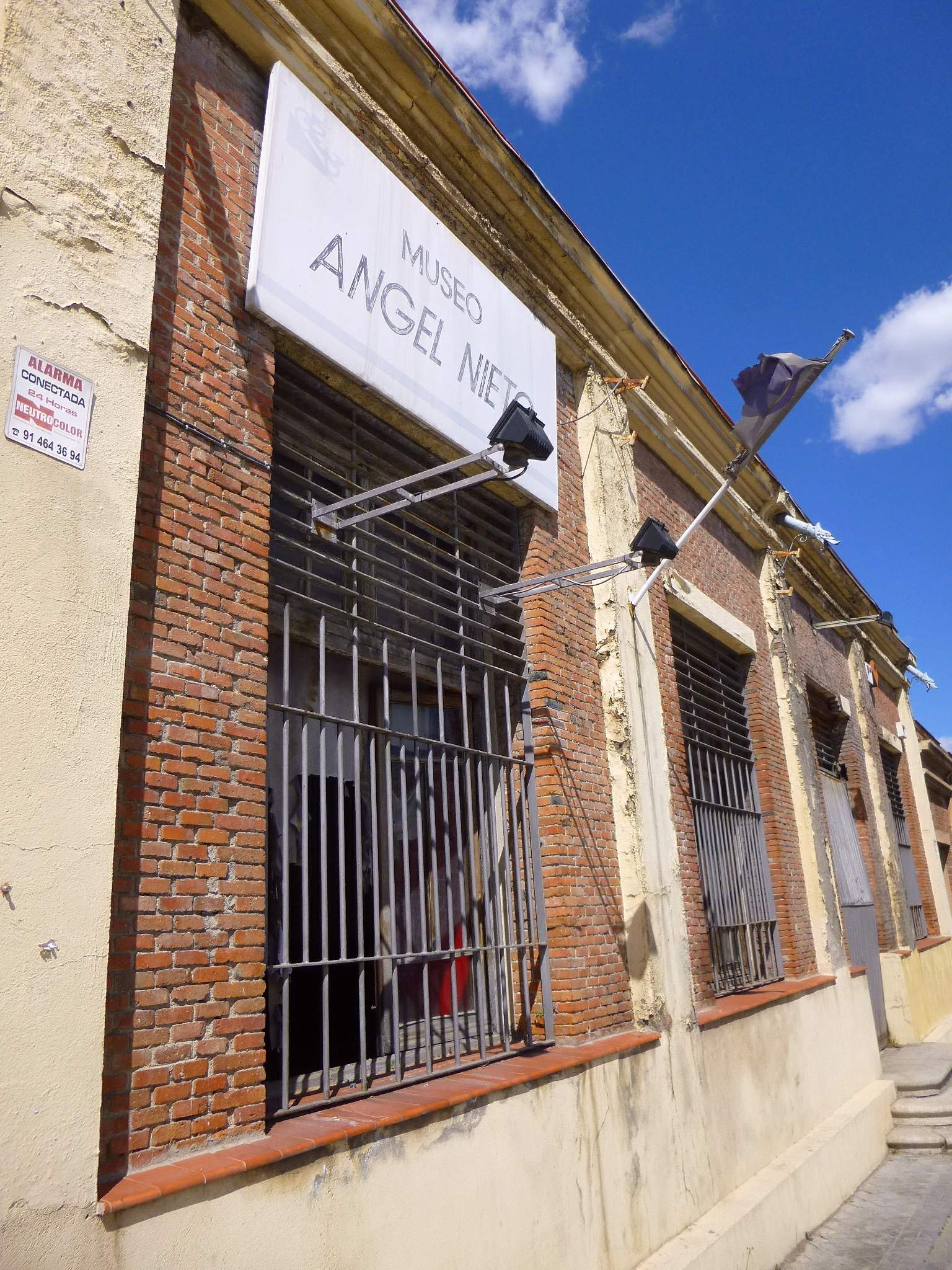
El primer Museo Ángel Nieto, en la ciudad de Madrid, edificio que actualmente ya no existe.

Ha recibido una gran cantidad de galardones a lo largo de su carrera. Sobresalen la Gran Cruz al Mérito Civil, la Orden Olímpica y la Gran Cruz de la Real Orden del Mérito Deportivo, otorgada por el Consejo Superior de Deportes (1993).
En 2008 fue nombrado Caballero de la Gran Cruz de la Orden del Dos de Mayo y diez años después, el 2 de mayo, le fue concedida a título póstumo la Medalla de Oro de la Comunidad de Madrid.
A comienzos de febrero de 1996 el Comité Olímpico Español lo presentó como candidato al Premio Príncipe de Asturias de los Deportes, aunque no lo obtuvo.
La ciudad de Madrid le dedicó un museo, el Museo Ángel Nieto (enfrente del Parque de Enrique Tierno Galván), cerrado en el año 2013, donde podían verse sus motos, cascos y trofeos. Tras la muerte del piloto, la ciudad gaditana de Jerez de la Frontera se ha interesado en albergarlo.
Zamora, su ciudad natal, le ha dedicado una calle y un pabellón polideportivo.
En enero de 2016 recibió el premio 'Su peso en miel de la Alcarria', galardón considerado fiesta de Interés Turístico Provincial que entrega el Ayuntamiento de Peñalver en colaboración con la Fundación Consejo Regulador D.O. Miel de la Alcarria, la Asociación de Apicultores de Guadalajara, la Asociación Provincial de Agricultores y Ganaderos y la Diputación de Guadalajara.
En la temporada 2018, Jorge Martínez "Aspar" renombra su propio equipo de Motociclismo, Aspar Team, por el de "Ángel Nieto Team". Además, en mayo de ese mismo año, se bautiza al circuito de Jerez con su nombre.
Premio Fundación Eduardo Barreiros en el campo de la automoción (2022), por su ejemplo de tesón y espíritu de superación.

## Palmarés
- 1965 Primera victoria en el Campeonato de España (125 c. c.), Sevilla, 19 de septiembre
- 1967 Campeón de España (50 c. c.), Campeón de España (125 c. c.) y primero podio en el Campeonato del Mundo (2.º en el GP Holanda 50 c. c.)
- 1968 Campeón de España (125 c. c.)
- 1969 Primera victoria en el Campeonato del Mundo (GP Alemania 50 c. c.), Campeón del Mundo con Derbi (50 c. c.) y campeón de España (250 c. c.)
- 1970 Campeón del Mundo con Derbi (50 c. c.), Campeón de España (50 c. c.)
- 1971 Campeón de España (50 c. c.), Campeón de España (125 c. c.), Campeón de España (250 c. c.) y campeón del Mundo con Derbi (125 c. c.)
- 1972 Campeón de España (50 c. c.), Campeón de España (125 c. c.), Campeón de España (250 c. c.), Campeón del Mundo con Derbi (50 c. c.) y campeón del Mundo con Derbi (125 c. c.)
- 1973 Campeón de España (125 c. c.) y campeón de España (250 c. c.)
- 1974 Campeón de España (125 c. c.) y campeón de España (250 c. c.)
- 1975 Campeón de España (125 c. c.), Campeón de España (250 c. c.) y campeón del Mundo con Kreidler (50 c. c.)
- 1976 Campeón de España (50 c. c.), Campeón de España (125 c. c.) y campeón del Mundo con Bultaco (50 c. c.)
- 1977 Campeón de España (125 c. c.) y campeón del Mundo con Bultaco (50 c. c.)
- 1978 Campeón de España (125 c. c.)
- 1979 Campeón del Mundo con Minarelli (125 c. c.)
- 1980 Campeón de España (250 c. c.)
- 1981 Campeón de España (250 c. c.) y campeón del Mundo con Minarelli (125 c. c.)
- 1982 Campeón del Mundo con Garelli (125 c. c.)
- 1983 Campeón del Mundo con Garelli (125 c. c.)
- 1984 Campeón del Mundo con Garelli (125 c. c.)
- 1985 Última victoria (GP Francia 80 c. c.)
- 1986 Última carrera (Superprestigio SM)

### Estadísticas
- N.º de títulos mundiales:
  - 7 (125 c. c.)
  - 6 (50 c. c.)
- N.º de subcampeonatos del mundo:
  - 3 (125 c. c.)
  - 1 (50 c. c.)
- N.º de victorias en GG.PP.:
  - 62 (125 c. c.)
  - 1 (80 c. c.)
  - 27 (50 c. c.)
- N.º de podios en GG. PP.:
  - 85 (125 c. c.)
  - 2 (80 c. c.)
  - 52 (50 c. c.)
- N.º de campeonatos de España:
  - 10 (125 c. c.)
  - 5 (50 c. c.)
  - 8 (250 c. c.)
- N.º de subcampeonatos de España:
  - 1 (125 c. c.)
  - 3 (50 c. c.)
  - 1 (250 c. c.)
- N.º de victorias en campeonatos de España:
  - 51 (125 c. c.)
  - 39 (250 c. c.)
  - 38 (50 c. c.)

## Resultados en el Campeonato del Mundo
Sistema de puntuación desde 1950 hasta 1968:
| Posición | 1.º | 2.º | 3.º | 4.º | 5.º | 6.º |
| Puntos   | 8   | 6   | 4   | 3   | 2   | 1   |

Sistema de puntuación desde 1969 hasta 1987:
| Posición | 1.º | 2.º | 3.º | 4.º | 5.º | 6.º | 7.º | 8.º | 9.º | 10.º |
| Puntos   | 15  | 12  | 10  | 8   | 6   | 5   | 4   | 3   | 2   | 1    |

### Carreras por temporada
(Carreras en negrita indica pole position, carreras en cursiva indica vuelta rápida)
| Año  | Cat.  | Moto         | 1       | 2       | 3       | 4       | 5       | 6       | 7       | 8       | 9       | 10      | 11      | 12      | 13      | 14    | Pts. | Pos. |
| ---- | ----- | ------------ | ------- | ------- | ------- | ------- | ------- | ------- | ------- | ------- | ------- | ------- | ------- | ------- | ------- | ----- | ---- | ---- |
| 1964 | 50cc  | Derbi        | USA -   | ESP 5   | FRA DNS | IDM -   | NED -   | BEL -   | ALE -   | FIN -   | JAP -   |         |         |         |         |       | 2    | 10.º |
| 1965 | 50cc  | Derbi        | USA -   | ALE 5   | ESP Ret | FRA -   | IDM -   | NED -   | BEL -   | JAP -   |         |         |         |         |         |       | 2    | 12.º |
| 1966 | 50cc  | Derbi        | ESP 5   | ALE -   | NED -   | IDM -   | NAC -   | JAP -   |         |         |         |         |         |         |         |       | 3    | 6.º  |
| 1967 | 50cc  | Derbi        | ESP 6   | ALE -   | FRA 5   | IDM -   | NED 2   | BEL 4   |         |         |         |         |         |         | JAP -   |       | 12   | 4.º  |
| 1967 | 125cc | Derbi        | ESP Ret | GER -   | FRA Ret | IOM 1   | NED -   |         | DDR -   | CZE -   | FIN -   | ULS -   | NAT -   | CAN -   | JPN Ret |       | 0    | -    |
| 1968 | 50cc  | Derbi        | ALE -   | ESP 2   | IDM Ret | NED -   | BEL 3   |         |         |         |         |         |         |         |         |       | 10   | 4.º  |
| 1968 | 125cc | Derbi        | GER 7   | ESP -   | IOM -   | NED -   | BEL -   | DDR -   | CZE 4   | FIN -   | ULS -   | NAT -   |         |         |         |       | 0    | -    |
| 1969 | 50cc  | Derbi        | ESP 2   | ALE Ret | FRA 2   |         | NED Ret | BEL Ret | RDA 1   | CHE 3   |         | ULS 1   | NAC -   | YUG 2   |         |       | 76   | 1.º  |
| 1969 | 125cc | Derbi        | ESP -   | ALE -   | FRA Ret | IDM -   | NED -   | BEL Ret | RDA -   | CHE -   | FIN -   |         | NAC -   | YUG -   |         |       | 0    | -    |
| 1970 | 50cc  | Derbi        | ALE 1   | FRA 1   | YUG 1   |         | NED 1   | BEL 2   | RDA 3   | CHE Ret |         | ULS 1   | NAC Ret | ESP 4   |         |       | 87   | 1.º  |
| 1970 | 125cc | Derbi        | ALE -   | FRA Ret | YUG 2   | IDM -   | NED 14  | BEL 1   | RDA 1   | CHE Ret | FIN Ret |         | NAC 1   | ESP 1   |         |       | 72   | 2.º  |
| 1971 | 50cc  | Derbi        | AUT 2   | ALE 3   |         | NED 1   | BEL 3   | RDA 1   | CHE Ret | SUE 1   |         | NAC 2   | ESP Ret |         |         |       | 69   | 2.º  |
| 1971 | 125cc | Derbi        | AUT 1   | ALE Ret | IDM -   | NED 1   | BEL Ret | RDA 1   | CHE 1   | SUE Ret | FIN Ret | NAC 2   | ESP 1   |         |         |       | 87   | 1.º  |
| 1972 | 50cc  | Derbi        | ALE 2   |         |         | NAC 2   |         | YUG 2   | NED 1   | BEL 1   | RDA Ret |         | SUE Ret |         | ESP 1   |       | 69   | 1.º  |
| 1972 | 125cc | Derbi        | ALE DNS | FRA Ret | AUT 1   | NAC 1   | IDM -   | YUG Ret | NED 1   | BEL 1   | RDA Ret | CHE Ret | SUE 1   | FIN 2   | ESP 3   |       | 97   | 1.º  |
| 1973 | 125cc | Morbidelli   | FRA Ret | AUT 3   | ALE 2   | NAC Ret | IDM -   | YUG Ret | NED Ret | BEL 2   | CHE Ret | SUE Ret | FIN -   | ESP 2   |         |       | 46   | 7.º  |
| 1973 | 250cc | Derbi        | FRA -   | AUT -   | ALE -   |         | IDM -   | YUG -   | NED -   | BEL -   | CHE -   | SUE -   | FIN -   | ESP Ret |         |       | 0    | -    |
| 1974 | 125cc | Derbi        | FRA Ret | GER DNS | AUT 2   | NAC 1   |         | NED Ret | BEL 1   | SUE Ret |         | CHE 16  | YUG 2   | ESP 5   |         |       | 60   | 3.º  |
| 1974 | 250cc | Derbi        |         | ALE -   | AUT -   | NAC Ret | BEL -   | NED Ret | BEL -   | SUE -   | FIN -   | CHE -   | YUG -   | ESP -   |         |       | 0    | -    |
| 1975 | 50cc  | Kreidler     | ESP 1   | ALE 1   | NAC 1   | NED 1   | BEL 2   | SUE 2   | FIN 1   | YUG 1   |         |         |         |         |         |       | 75   | 1.º  |
| 1976 | 50cc  | Bultaco      | FRA Ret |         | NAC 1   | YUG 3   | NED 1   | BEL 2   | SUE 1   | FIN Ret | ALE 1   | ESP 1   |         |         |         |       | 85   | 1.º  |
| 1976 | 125cc | Bultaco      |         | AUT 4   | NAC 3   | YUG Ret | NED 3   | BEL 1   | SUE 2   | FIN Ret | ALE Ret | ESP 2   |         |         |         |       | 67   | 2.º  |
| 1977 | 50cc  | Bultaco      |         |         | ALE 3   | NAC 3   | ESP 1   |         | YUG 1   | NED 1   | BEL 3   | SUE 2   |         |         |         |       | 87   | 1.º  |
| 1977 | 125cc | Bultaco      | VEN 1   | AUT Ret | ALE 6   | NAC 5   | ESP Ret | FRA DNQ | YUG 2   | NED 1   | BEL 2   | SUE 1   | FIN Ret | GBR -   |         |       | 80   | 3.º  |
| 1978 | 50cc  | Bultaco      |         | ESP -   |         |         | NAC -   | NED -   | BEL -   |         |         |         | ALE 2   | CHE -   | YUG -   |       | 12   | 11.º |
| 1978 | 125cc | Bultaco      | VEN Ret | ESP Ret | AUT Ret | FRA Ret | NAC 7   | NED Ret |         |         |         |         |         |         |         |       | 88   | 2.º  |
| 1978 | 125cc | Minarelli    |         |         |         |         |         |         | BEL 2   | SUE 2   | FIN 1   | GBR 1   | ALE 1   |         | YUG 1   |       | 88   | 2.º  |
| 1979 | 125cc | Minarelli    | VEN 1   | AUT 1   | ALE 1   | NAC 1   | ESP 1   | YUG 1   | NED 1   | BEL DNS | SUE -   | FIN -   | GBR 1   | CHE -   | FRA 15  |       | 120  | 1.º  |
| 1980 | 125cc | Minarelli    | NAC 5   | ESP -   | FRA 1   | YUG Ret | NED 1   | BEL 1   | FIN 1   | GBR Ret | CHE Ret | ALE 2   |         |         |         |       | 78   | 3.º  |
| 1981 | 125cc | Minarelli    | ARG 1   | AUT 1   | ALE 1   | NAC 4   | FRA 1   | ESP 1   | YUG Ret | NED 1   |         | RSM 2   | GBR 1   | FIN 1   | SUE -   | CHE - | 140  | 1.º  |
| 1981 | 250cc | Siroko-Rotax | ARG Ret |         | ALE 5   | NAC Ret | FRA DNQ | ESP Ret |         | NED 12  | BEL -   | RSM DNQ | GBR -   | FIN -   | SUE -   | CHE - | 6    | 23.º |
| 1982 | 125cc | Garelli      | ARG 1   | AUT 1   | FRA -   | ESP 1   | NAC 1   | NED 1   | BEL 5   | YUG 3   | GBR 1   | SUE 6   | FIN -   | CHE -   |         |       | 111  | 1.º  |
| 1983 | 125cc | Garelli      |         | FRA Ret | NAC 1   | ALE 1   | ESP 1   | AUT 1   | YUG 11  | NED 1   | BEL 2   | GBR 1   | SUE -   | RSM Ret |         |       | 102  | 1.º  |
| 1983 | 250cc | Yamaha       | RSA -   | FRA -   | NAC -   | ALE Ret | ESP Ret | AUT Ret | YUG Ret | NED DNQ | BEL -   | GBR -   | SUE -   |         |         |       | 0    | NC   |
| 1984 | 125cc | Garelli      |         | NAC 1   | ESP 1   |         | ALE 1   | FRA 1   |         | NED 1   |         | GBR 1   | SUE -   | RSM Ret |         |       | 90   | 1.º  |
| 1984 | 250cc | Garelli      | RSA DNQ | NAT Ret | ESP -   | AUT -   | ALE -   | FRA -   | YUG -   | NED -   | BEL -   | GBR -   | SUE -   | RSM -   |         |       | 0    | NC   |
| 1985 | 80cc  | Derbi        |         | ESP -   | ALE -   | NAC -   |         | YUG -   | NED Ret |         | FRA 1   |         |         | RSM Ret |         |       | 15   | 9.º  |
| 1986 | 80cc  | Derbi        | ESP 2   | NAC Ret | ALE 4   | AUT 8   | YUG 4   | NED 4   |         |         | GBR Ret |         | RSM 5   | BWU Ret |         |       | 45   | 7.º  |
| 1986 | 125cc | Ducados-MBA  | ESP Ret | NAC 2   | ALE Ret | AUT Ret |         | NED 10  | BEL Ret | FRA 9   | GBR Ret | SUE -   | RSM Ret | BWU Ret |         |       | 15   | 13.º |

## Filmografía
- Ángel Nieto: 12+1 (2005) documental - Álvaro Fernández Armero.
- Ángel Nieto campeón del mundo (1971) corto - Juan Cobos.
- Angel Nieto. El hombre que venció al tiempo.  (2017) documental - Hugo Stuven.